# Medea Dżaparidze
Medea Dżaparidze (gruz. მედეა ჯაფარიძე; ur. 20 lutego 1923 w Tyflisie, zm. 31 marca 1994 w Tbilisi) – gruzińska aktorka teatralna i filmowa, odznaczona tytułem honorowym Ludowego Artysty ZSRR, Orderem Czerwonego Sztandaru Pracy i Orderem „Znak Honoru”.

## Życiorys
Medea Dżaparidze ukończyła VIII Gimnazjum w Tbilisi w 1939. Przez dwa lata pracowała w Teatrze Sztuki Ludowej w dzielnicy Nadzaladewi. Od 1942 do końca życia była aktorką Teatru Akademickiego im. Kote Mardżaniszwili. Uczestniczyła w wykładach Giorgiego Toswonogowa w Teatrze Rustaweli. Później skierowano ją do Moskwy, do Moskiewskiego Akademickiego Teatru Muzycznego im. Stanisławskiego i Niemirowicza-Danczenki. Podczas pobytu w Rosji została zaangażowana przez Teatr Moskiewski, w którym zagrała, w języku rosyjskim, Kleopatrę w sztuce Cezar i Kleopatra.
Po powrocie do ojczyzny występowała zarówno na scenie teatru, jak i w wielu produkcjach filmowych. W Teatrze Akademickim im. Kote Mardżaniszwili zagrała m.in. Ninę w Maskaradzie Michaiła Lermontowa, w dramatach Williama Szekspira: Julię w Romeo i Julia, Lady Annę w Ryszard III, Beatrycze w Wiele hałasu o nic, a także grała w sztukach na podstawie gruzińskich autorów: Nikoloza Barataszwilego, Waży Pszaweli, Kity Buchaidzego, Polikarpa Kakabadzego, Laszy Tabukaszwilego.
Medea była piękną, inteligentną kobietą, wysoko cenioną za inteligencję i duchowość, które potrafiła ukazać w swoich kreacjach aktorskich. Słynęła też z pomocy i niesienia wsparcia potrzebującym. W 1950 za swą twórczość otrzymała Nagrodę Stalinowską, a także została odznaczona tytułem honorowym Ludowego Artysty ZSRR.
W 2013, z okazji 90 rocznicy urodzin Dżaparidze, w Narodowym Archiwum Ministerstwa Sprawiedliwości Gruzji odbyła się wystawa zdjęć oraz projekcja filmów z udziałem aktorki. Film Barwy granatu z 1969 w reżyserii Siergieja Paradżanowa, w którym zagrała matkę ormiańskiego poety Sajat-Nowy (właśc. Harutiuna Sajadiana), został wyświetlony na Międzynarodowym Festiwalu Filmowym w Cannes.

## Życie prywatne
Pierwszym mężem Dżaparidze był Grigorij Kostawa, kolejnym – gruziński pisarz Rewaz Tabukaszwili, z którym miała syna Laszę Tabukaszwilego, również pisarza.
Po śmierci pochowano ją na narodowym panteonie – cmentarzu Didube w Tbilisi.

## Filmografia
- 1941: Kaliszwili gaghmidan jako Nazime
- 1941: Kolchetis cziraghdnebi (Światła Kolchidy)[9] jako Dzabuli
- 1942: Giorgi Saakadze jako księżniczka Tinatin, później królowa Iranu
- 1942: Chidi jako Manana
- 1944: Jurghais pari (Tarcza Dżurgaja)[9] jako Eteri
- 1947: Akakis akwani (Kołyska poety) jako młoda księżniczka, siostra Akakiego
- 1948: Podstęp swatki jako Keto
- 1952: Mcwerwalta dampkrobni jako Elene
- 1957: Eteris simghera (Pieśn Eteri)[9] jako Nato
- 1959: Carsuli zapchuli jako Eliko
- 1969: Barwy granatu lub Kwiat granatu jako matka poety
- 1970: Był sobie drozd
- 1972: Gdy zakwitną migdały
- 1973: Mze szemodgomisa jako Eka
- 1977: Eskulapis mocape
- 1983: Błękitne góry, czyli Nieprawdopodobna historia jako gwiazda filmowa
- 1983: Bati Tasikos Tawgadasawali jako Tasiko (głos)
- 1984: Sanam cwima gadiwlides jako Salome
- 1987: Dakarguli saganzuris sadzebnelad jako matka Epemia